# بتمن و رابین (فیلم)
بتمن و رابین (به انگلیسی: Batman & Robin) یک فیلم ابرقهرمانی آمریکایی بر پایه شخصیت‌های خیالی بتمن و رابین از شرکت دی‌سی کامیکس است. این چهارمین فیلم از مجموعه فیلم‌های بتمن به‌شمار می‌رود که در سال ۱۹۹۷ میلادی به نویسندگی آکیوا گلدزمن و کارگردانی جوئل شوماخر ساخته شد. در این فیلم جرج کلونی در نقش بروس وین / بتمن بازی کرد. همچنین بازیگرانی چون آرنولد شوارتزنگر، کریس اودانل، اوما تورمن و آلیسیا سیلورستون در این فیلم ایفای نقش کردند.

## داستان
بتمن و رابین سعی دارند رابطه‌شان را حفظ کنند، زیرا باید آقای فریز که قصد دارد گاتهام را منجمد کند، را متوقف سازد و قسم می‌خورد که…

## بازیگران
- آرنولد شوارتزنگر در نقش دکتر ویکتور فریز / آقای فریز
- جرج کلونی در نقش بروس وین / بتمن
- کریس اودانل در نقش دیک گریسون / رابین
- اوما تورمن در نقش دکتر پاملا آیزلی / پویزن آی‌وی
- آلیسیا سیلورستون در نقش باربارا گوردن / بت‌گرل
- مایکل گاف در نقش آلفرد پنی‌ورث
- پت هینگل در نقش کمیسر جیمز گوردون
- جان گلاور در نقش جیسون وودرو
- الی مک‌فرسن در نقش جولی مدیسون
- ویویکا ای فاکس در نقش خانم هاون
- وندلا کیرسبوم در نقش نورا فریز
- رابرت سوئنسن در نقش بین
- اریک لوید در نقش بروس وین جوان
- جک بتس در نقش مهمان پارتی
- پاتریک لیهی در نقش خودش
- جسی ونتورا در نقش نگهبان تیمارستان آرکهام
- نیکی کت در نقش اسپایک
- جان اینگل در نقش دکتر